# Beneficios para veteranos con trastorno de estrés postraumático en los Estados Unidos

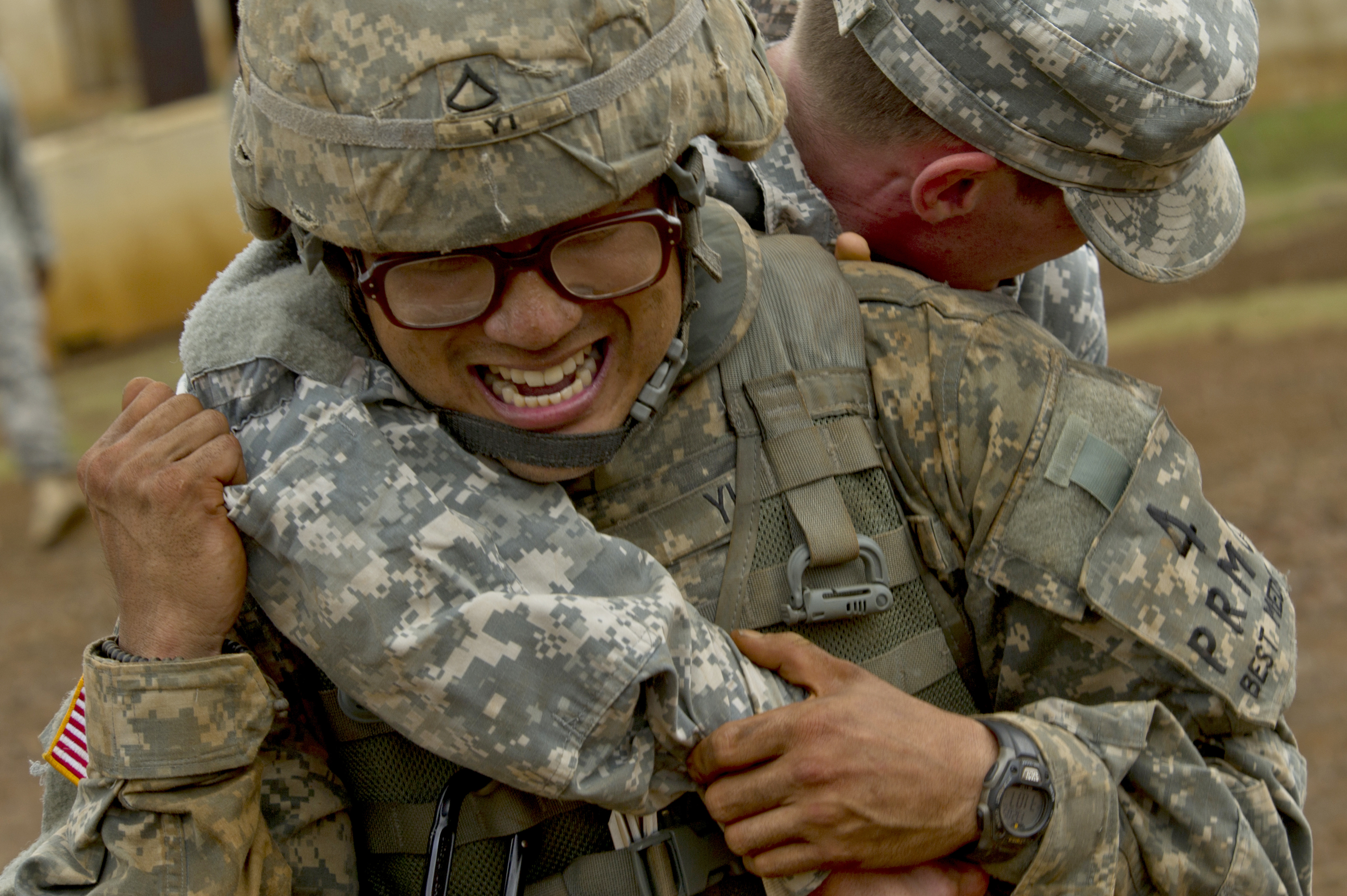
Médico del Ejército de Estados Unidos

Estados Unidos ha indemnizado a los militares veteranos por las lesiones relacionadas con el servicio desde la guerra de la Independencia, con el actual modelo de indemnización establecido cerca del final de la Primera Guerra Mundial. El Departamento de Asuntos de Veteranos (VA) empezó para proporcionar prestaciones por discapacidad para el trastorno de estrés postraumático (TEPT) en la década de 1980 después de que el diagnóstico pasara nosología a formar parte de la  psiquiátrica oficial.
El trastorno de estrés postraumático (TEPT) es un trastorno psiquiátrico grave y potencialmente debilitante que puede desarrollarse después de experimentar uno o más acontecimientos aterradores u horrorosos. Se caracteriza por (1) la reexperimentación del trauma o los traumas en forma de recuerdos intrusivos vívidos, episodios disociativos de flashback o pesadillas; (2) ausencia de pensamientos y recuerdos relacionados con el trauma; y (3) sensación frecuente de amenaza que se manifiesta, por ejemplo, con hipervigilancia y reacciones de sobresalto intensas.
Algunas investigaciones sugieren que los beneficios por discapacidad de la VA logran su objetivo de ayudar a los veteranos que sufren de TEPT. La Administración de Beneficios para Veteranos (VBA), un componente del Departamento de Asuntos para Veteranos, procesa las solicitudes de incapacidad y administra todos los aspectos del programa de incapacidad de la VA. Desde 1988, las decisiones de las solicitudes de incapacidad del VA están sujetas a la revisión de los tribunales federales.
Los Índices de incapacidad en los veteranos representan teóricamente el "promedio de deterioro en la capacidad de ingresos" en una escala de 0 a 100. Veteranos quiénes archivan una reclamación de incapacidad debido a PTSD casi siempre recibir un examen de indemnización y pensión (examen C&P) realizado por psicólogos o psiquiatras empleados o contratados por el VA. Los científicos sociales y otras personas han expresado su preocupación por la coherencia y la exactitud de los resultados de los exámenes C&P del TEPT, aunque el VA generalmente rechaza estas preocupaciones por considerarlas infundadas o exageradas.
Los esfuerzos recientes para cambiar los beneficios por discapacidad del VA para el TEPT incluyen instar al VA a poner más énfasis en la rehabilitación profesional y el tratamiento frente a los pagos en efectivo; revisando la Fórmula de Calificación General para los Trastornos Mentales para así reflejar mejor los problemas experimentados por los veteranos con TEPT; y considerando la calidad de vida de un veterano cuando se determina la valoración por discapacidad..

## Trastorno de estrés postraumático
Artículo principal: Trastorno de estrés postraumático
El trastorno de estrés postraumático (TEPT) puede desarrollarse tras la exposición a un acontecimiento extremadamente extremadamente amenazador u horroroso. Se caracteriza por varios de los siguientes signos o síntomas: reexperimentación no deseada del suceso traumático -como recuerdos intrusivos vívidos, intensos y cargados de emociones—, episodios de flashback disociativos o pesadillas; ausencia total de pensamientos, recuerdos o alusiones del suceso; síntomas dehiperactivación, como estar siempre en guardia ante el peligro, respuesta de sobresalto aumentada (exagerada), insomnio, problemas de concentración o irritabilidad crónica; anhedonia, desapego social, pensamientos excesivamente negativos sobre uno mismo o el mundo, sentimiento de culpa o vergüenza, o un estado de ánimo deprimido o ansioso persistente. El TEPT es la tercera discapacidad más compensada después de la pérdida de audición y el tinnitus.

### Agente Traumático
Matthew J. Friedman, del Centro Nacional para el TEPT, señala que el TEPT es único entre los problemas de salud mental debido a la gran importancia que se da al causante, el agente traumático.
Un agente traumático es un evento que cumple el criterio A de los criterios diagnósticos del DSM-5 para el TEPT, que requiere, en parte, que un individuo "... haya estado expuesto a la muerte, amenaza de muerte, a serias lesiones o a la amenaza de violencia sexual ...."[
Los veteranos que presentan la solicitud de incapacidad por TEPT rellenan un formulario en el que describen los agentes de estrés traumático que sufrieron durante su servicio militar. El VA tiene formularios separados para el TEPT en general y el TEPT "secundario a una agresión personal".

### Diagnóstico
Antes de 2014, los examinadores de C&P del VA determinaban si un veterano tenía TEPT basándose en los criterios de diagnóstico del DSM-IV para el trastorno. VA actualizó la mayoría de sus regulaciones relevantes en agosto de 2014 para reflejar la publicación del DSM-5.

## Beneficios por discapacidad del VA para el TEPT
Los Estados Unidos ofrece una variedad de beneficios a los veteranos con trastorno de estrés postraumático (TEPT), que se produjeron o agravaron durante el servicio militar. El Departamento de Asuntos para Veteranos de los Estados Unidos (VA) ofrece beneficios ] a los veteranos que el VA ha determinado que tienen TEPT que se desarrolló durante, o como resultado de su servicio militar. Estos beneficios no sólo incluyen pagos en efectivo libres de impuestos, sino que también pueden incluir tratamiento de salud mental y otros servicios sanitarios gratuitos o de bajo coste, servicios de rehabilitación profesional, asistencia laboral, apoyo para la vida independiente, etc.

### Historia

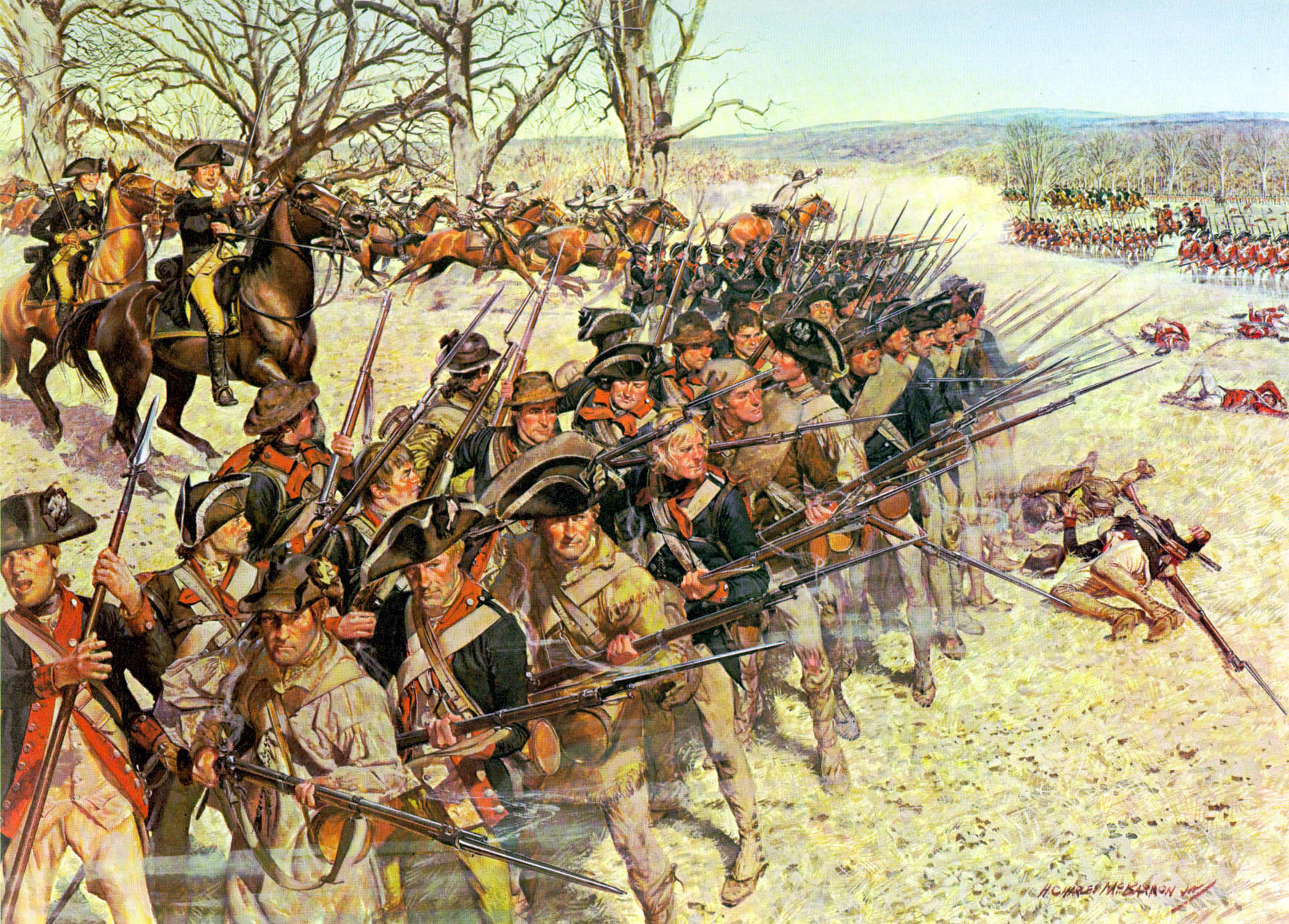
Soldados de Guerra de la Independencia

Desde la fundación del país, Estados Unidos ha compensado a los hombres y mujeres que han servido en sus fuerzas armadas y servicios uniformados generalmente. Cerca del final de la Primera Guerra mundial, el Congreso de EE. UU. aprobó una ley por la que se establecía un modelo de indemnización para los beneficios por discapacidad de los veteranos. Desde ese año, se han concedido indemnizaciones a los veteranos que sufren discapacidades físicas o mentales que se produjeron durante el servicio militar o se agravaron a causa del mismo, y que han repercutido negativamente en su capacidad de trabajo. El monto de la indemnización -tanto los pagos en efectivo como los servicios patrocinados por el VA- se basa en el "promedio de deterioro de la capacidad de ingresos" del veterano.

### Conexión de servicios
El término "conexión de servicios" significa que un veterano tiene una enfermedad o lesión que está relacionada con su servicio militar; es decir, la enfermedad o lesión se produjo durante el servicio militar o se vio agravada por él.

### Efectividad
Se ha debatido si las prestaciones por discapacidad compensan adecuadamente a los veteranos con TEPT por la pérdida de la capacidad de ganancia media. Un estudio realizado en 2007 descubrió que los veteranos de edad avanzada (a partir de los 65 años) con una discapacidad del 50% o superior por TEPT, incluidas las prestaciones por incapacidad laboral individual (IU), reciben más en concepto de indemnización (más los ingresos obtenidos y las prestaciones de jubilación, como la Seguridad Sociales o las pensiones) que los veteranos no discapacitados que ganan en el mercado laboral o reciben en concepto de Seguridad Social y otras prestaciones de jubilación. Sin embargo, los veteranos más jóvenes (de 55 años o menos) generalmente reciben menos beneficios de indemnización (más los ingresos obtenidos) que los que obtienen sus homólogos no discapacitados a través del empleo. Por ejemplo, el "ratio de paridad" para un veterano de 25 años con una discapacidad del 100% por TEPT es de 0,75, y para un veterano de 35 años con una discapacidad del 100% por TEPT el ratio es de 0,69. El coeficiente de paridad para un veterano de 75 años que recibe prestaciones de IU es de 6,81.
Las investigaciones basadas en datos recopilados en la década de 1990 indican que los veteranos que reciben beneficios por discapacidad para el TEPT experimentan una reducción de la gravedad de los síntomas del TEPT y tienen tasas más bajas de pobreza y desamparo. Un estudio de 2017 descubrió que los veteranos "denegados" (los que solicitaron -pero no recibieron- una indemnización por discapacidad) presentan una salud general significativamente peor, limitaciones funcionales, pobreza y aislamiento social, en comparación con los veteranos a los que se les concedieron las indemnizaciones por discapacidad del VA.
Además de la pérdida de ingresos, una comisión encargada por el Congreso. Argumentó que el programa de prestaciones por incapacidad de la VA debería compensar a los veteranos por pérdidas no económicas, como la disminución de la calidad de vida del veterano. La Oficina de Rendición de Cuentas del Gobierno de EE.UU (GAO) analizó esta recomendación y sugirió que se considerara como uno de los tres principales cambios para modernizar el programa de prestaciones por incapacidad de la VA.
Algunos académicos argumentan que el programa de prestaciones por discapacidad de la Administración de Veteranos es contra terapéutico porque no ofrece incentivos para superar los síntomas y problemas causados por el trastorno y, de hecho, recompensa a los veteranos por seguir enfermos. En una línea similar, un académico militar sugiere que la actual política de prestaciones por discapacidad de la Administración de Veteranos inculca a los veteranos una falta de autoeficaciay fomenta la dependencia. Sin embargo, algunos investigadores de la Administración de Veteranos discrepan de esta aseveración.

## Proceso de reclamos

### Elegibilidad
Para tener derecho a las prestaciones de la Administración de Veteranos, un veterano debe haber sido dado de baja en "condiciones no deshonrosas". Dicho de otro modo, si un veterano recibió una baja por "mala conducta" o una baja "Dishonrosa", en la mayoría de los casos no tendrá derecho a las prestaciones de la Administración de Veteranos.

#### Tipos de servicio militares
Los reglamentos federales describen tres categorías de servicio militar: "servicio activo", "servicio activo de entrenamiento" y "servicio inactivo de entrenamiento". La elegibilidad para la compensación por discapacidad de la VA requiere que el servicio del veterano entre en una de estas tres categorías. La definición de servicio militar "activo" incluye "el servicio en cualquier momento como cadete en la Academia Militar, de las Fuerzas Aéreas o de la Guardia Costera de los Estados Unidos, o como guardiamarina en la Academia Naval de los Estados Unidos.

#### En el cumplimiento del deber y sus excepciones
Hay excepciones a la regla general de que las lesiones o enfermedades sufridas en el servicio militar o agravadas por él pueden optar a las prestaciones de compensación por discapacidad del VA. Por ejemplo, dichas lesiones o enfermedades deben cumplir los criterios de "en acto de servicio". Por "en acto de servicio" se entiende una lesión o enfermedad contraída o agravada durante un período de servicio militar, naval o aéreo activo, a menos que dicha lesión o enfermedad sea el resultado de una mala conducta voluntaria del propio veterano o... "sea el resultado de su abuso de alcohol o drogas".

#### Evidencia
Para que un veterano reciba prestaciones por incapacidad por TEPT, la Administración de Prestaciones a los Veteranos(VBA), un elemento organizativo de la VA, basándose en su examen de las pruebas médicas y psicológicas, debe llegar a la conclusión de que el veterano padece efectivamente un TEPT desarrollado como consecuencia del servicio militar. Para obtener dicha determinación, generalmente se requiere que el veterano reciba un examen de Compensación y Pensión (examen C&P), que es una evaluación forense de salud mental realizada por un psicólogo o psiquiatra en un centro médico local de la VA o por un psicólogo o psiquiatra con práctica independiente que realiza evaluaciones para un proveedor privado contratado por la VA.

### Procedimientos de reclamaciones de las prestaciones
El VA proporciona una descripción detallada del proceso de reclamaciones de beneficios en su sitio web. Brevemente, un Representante de Servicio para Veteranos (VSR), un empleado del VBA, revisa la información presentada por un veterano para determinar si el VBA necesita alguna evidencia adicional (por ejemplo, registros médicos) para adjudicarla reclamación.
El VA tiene la obligación legal de ayudar a los veteranos a obtener cualquier prueba que respalde su reclamación.  Por ejemplo, el VSR puede solicitar los registros del personal militar de un veterano, los registros de discapacidad de la Seguridad Social o los registros médicos privados. El VSR casi siempre solicitará un examen de Compensación y Pensión (examen C&P),. también denominado "examen de reclamación del VA".
Después de la VBA obtenga toda la documentación relevante (pruebas), la "actividad de calificación" emite una decisión con respecto a la reclamación del veterano. El Manual de Procedimientos de Adjudicación M21-1  de la VBA define la "actividad de calificación" como "... un grupo de empleados especialmente capacitados con autoridad para tomar decisiones formales, denominadas "decisiones de calificación", y tomar otras medidas sobre las reclamaciones que requieren una decisión de calificación".

#### Obtención de asistencia
Los veteranos pueden recibir asistencia para presentar una reclamación de indemnización por discapacidad del VA a través de un funcionario del servicio de veteranos. Como afirma el VA, "[los veteranos] ... pueden trabajar con un profesional capacitado ... para obtener asistencia en la presentación de una solicitud de indemnización por discapacidad". El VA publica un directorio anual de organizaciones acreditadas de servicios para veteranos y departamentos estatales de asuntos de veteranos. Dichas organizaciones y agencias estatales emplean a funcionarios de servicios para veteranos que prestan asistencia a los veteranos sin costo alguno. Algunos defensores de los veteranos recomiendan que los veteranos aprendan a presentar reclamaciones por su cuenta para que mantengan el control total del proceso.

### Revisión del tribunal federal
Si un reclamante cuestiona la decisión tomada por la VBA, puede pedir que el caso sea revisado por la Junta de Apelaciones de Veteranos. Esa decisión puede ser revisada por el Tribunal de Apelaciones de Reclamaciones de Veteranos, un tribunal federal del Artículo I, que fue establecido por la Ley de Revisión Judicial de Veteranos de 1988.

### Representación posterior a la sentencia
Los veteranos pueden apelar la decisión de la VBA en relación con su reclamación de indemnización, y pueden pedir ser representados por un oficial de servicios para veteranos acreditado, un abogado o un agente de reclamaciones en el proceso de apelación. El VA no requiere que un veterano sea representado en la apelación.
El VA prohíbe a los abogados o agentes de reclamaciones cobrar a un veterano por servicios profesionales antes de la adjudicación de la reclamación del veterano.
A menos que acepten trabajar de forma gratuita, los abogados y agentes de siniestros que representan a los veteranos ante la Administración de Beneficios para Veteranos, la Junta de Apelación de Veteranos y el Tribunal de Apelación de Siniestros de Veteranos exigen un pago por sus servicios. En el ámbito de los tribunales federales, la mayoría de los abogados trabajan por honorarios de la Ley de Igualdad de Acceso a la Justicia. Se trata de honorarios de abogados ordenados por el tribunal que debe pagar el gobierno federal cuando la posición del gobierno en el litigio no estaba sustancialmente justificada.

## Calificación de la discapacidad

### Fórmula general de calificación de los trastornos mentales
Si la VBA determina que un veterano tiene un TEPT relacionado con el servicio, entonces le asigna una calificación de discapacidad, expresada como un porcentaje. Esta calificación de discapacidad determina la cantidad de compensación. y otros beneficios por discapacidad que él VA proporciona al veterano. La calificación de discapacidad indica el grado en que el TEPT ha privado al veterano de su capacidad media de ingresos.
El VA asigna las calificaciones de discapacidad sobre la base de los criterios establecidos en el Código de Reglamentos Federales, Título 38, Parte 4 - Calendario de Calificación de Discapacidades, a menudo denominado "Calendario de Calificación de Discapacidades del VA" o VASRD. El calendario de calificación para los trastornos mentales se denomina "Fórmula de Calificación General para los Trastornos Mentales" (38 C.F.R. § 4.130),] que especifica los criterios para las calificaciones de discapacidad del 0 %, 10 %, 30 %, 50 %, 70 % o 100 %.
Algunos sostienen que, al basarse en la actual fórmula de valoración, "el VA utiliza normas de hace décadas desarrolladas para trastornos mentales que no se asemejan al TEPT" y, en consecuencia, "los criterios pertinentes... pueden tener más peso... que otros factores más relevantes, lo que lleva al VA a compensar de forma insuficiente a los veteranos con diagnósticos válidos de TEPT." Asimismo, las organizaciones de servicios a los veteranos han argumentado, por ejemplo, que un "... veterano conectado al servicio por esquizofrenia y otro veterano conectado al servicio por otro trastorno psiquiátrico no deberían ser evaluados utilizando la misma fórmula general" y han apoyado los esfuerzos para revisar la Fórmula de Calificación.
Algunos RSVR (Los "valoradores" de la VBA que adjudican las solicitudes) han expresado su preocupación por el hecho de que los programas informáticos automatizados desalienten el uso de su juicio independiente para evaluar la solicitud en su conjunto, una acusación que rechazan los altos funcionarios del VA.
En 2012, la Oficina General de Rendición de Cuentas  informó de que "las modificaciones del VA de la información médica en los criterios de discapacidad han sido lentas y no han incorporado plenamente los avances en tecnología y medicina. Además, el calendario de valoraciones no se ha ajustado desde su creación en 1945 para reflejar los continuos cambios en el mercado laboral."
El 15 de febrero de 2022, el Departamento de Asuntos de los Veteranos (VA) propuso modificar sustancialmente su calendario de valoración de la discapacidad en relación con los trastornos mentales, incluida la revisión de la fórmula de valoración general para los trastornos mentales. Esta "norma propuesta", que forma parte del proceso de elaboración de normas del poder ejecutivo, no se convertirá en ley hasta que él VA revise los comentarios del público, realice las revisiones y publique una "norma definitiva".

### Reclamaciones para un aumento de la calificación de discapacidad
Un veterano que reciba actualmente una indemnización por TEPT relacionada con el servicio puede presentar una solicitud de aumento de su índice de discapacidad si la gravedad de los síntomas del TEPT y el deterioro funcional relacionado han empeorado.

### Incapacidad individual
Bajo ciertas condiciones, los veteranos que reciben una indemnización por discapacidad relacionada con el servicio por TEPT pueden presentar una solicitud por incapacidad individual. Si la VBA concluye que el TEPT, ya sea solo o en combinación con otras discapacidades relacionadas con el servicio, haría "... imposible para la persona promedio seguir una ocupación sustancialmente lucrativa...", el veterano recibirá una indemnización por discapacidad a la tasa del 100%, a pesar de que su calificación programada sea inferior al 100%.

## Examen de TEPT C&P
Como se señaló anteriormente, la VBA casi siempre requiere un examen de indemnización y pensión (examen C&P), también conocido como un "examen de solicitud del VA", para los veteranos que solicitan el TEPT relacionado con el servicio. Hay dos tipos de exámenes C&P para el TEPT: Inicial y de Revisión. El examen inicial de TEPT debe ser realizado por un psicólogo o psiquiatra del VA certificado por la Oficina de Evaluación Médica y de la Discapacidad (DMA) de la VHA para evaluar a los veteranos con este fin.
La definición de "psicólogo o psiquiatra de la VA" incluye a los psicólogos y psiquiatras del sector privado que realizan exámenes de C&P para una empresa de Evaluación Médica de la Discapacidad (MDE) bajo contrato con la VBA. Las empresas con contratos actuales de la VBA. son Logistics Health, Inc. (LHI); Veterans Evaluation Services (VES); Vet Fed y QTC (QTC a su vez contrata a Magellan Health para gestionar su red de proveedores).
El examen de revisión del TEPT puede ser completado por psicólogos y psiquiatras del VA o no. Los internos de psicología clínica o de asesoramiento, los residentes de psiquiatría, los trabajadores sociales clínicos con licencia, los enfermeros profesionales, los asistentes médicos y los especialistas en enfermería clínica también pueden realizar exámenes de revisión del TEPT, aunque deben estar "estrechamente supervisados" por un psicólogo o psiquiatra.

### Presunción de competencia
En la mayoría de los procedimientos legales federales, un psicólogo o psiquiatra debe demostrar que es competente para testificar como testigo experto satisfaciendo los estándares especificados en las Reglas Federales de Evidencia, particularmente la Regla 702, "Testimonio de Testigos Expertos" (FRE 702). Sin embargo, los examinadores médicos de la VA se presumen competentes para proporcionar testimonio de testigo experto sin tener que cumplir los estándares FRE 702.

### Preocupaciones por la fiabilidad
Investigadores, psicólogos actuales y antiguos de la VA, periodistas de investigación y veteranos individuales han expresado su preocupación por la fiabilidad y la validez de los exámenes C&P para el TEPT. Por ejemplo:
- Algunos psicólogos actuales o antiguos del VA afirman que los centros médicos del VA no asignan suficiente tiempo a los psicólogos y psiquiatras de CyP para llevar a cabo una evaluación exhaustiva y basada en pruebas, ya que menos tiempo presumiblemente reduce la fiabilidad y validez de los resultados.[83]
- La investigación ha demostrado una marcada variación regional con respecto a la proporción de solicitantes veteranos que reciben una indemnización por discapacidad del VA por TEPT.[84][85]
- Una encuesta de examinadores de C&P (psicólogos) reveló que el 85% "nunca" o "rara vez" utilizaba la Escala de TEPT administrada por el médico (CAPS),[86][87] para los exámenes de indemnización y pensión por TEPT,[86] a pesar de que un Manual de mejores prácticas del VA recomienda su uso durante los exámenes de C&P,[88] y de que las investigaciones han demostrado que el uso de la CAPS mejora la fiabilidad y la validez del examen de C&P por TEPT.[89]

| Conclusión de la evaluación                      | Condición real (verdadera)                    | Condición real (verdadera)                       |
| Conclusión de la evaluación                      | El evaluado tiene el trastorno mental alegado | El evaluado no tiene el trastorno mental alegado |
| ------------------------------------------------ | --------------------------------------------- | ------------------------------------------------ |
| El evaluado tiene el trastorno mental alegado    | Verdadero positivo                            | Falso positivo                                   |
| El evaluado no tiene el trastorno mental alegado | Falso negativo                                | Verdadero negativo                               |

- Un estudio empírico publicado en 2017[90] sugirió que el sesgo racial de los examinadores de C&P podría haber llevado a una mayor tasa de conclusiones falsas negativas[91] (en relación con el diagnóstico de TEPT y la conexión con el servicio) para los veteranos negros, y a una alta tasa de conclusiones falsas positivos[92] para los veteranos blancos. Este hallazgo se corresponde con investigaciones anteriores,[93][94] investigaciones posteriores,[95] y estudios jurídicos[96] que discuten la posibilidad de que existan prejuicios raciales implícitos por parte de los médicos de salud mental en general, y de los psicólogos y psiquiatras de C&P en particular.
- Algunos centros de la Administración de Veteranos prohíben a los examinadores el uso de pruebas de validez de los síntomas para detectar o evaluar el fingimiento y otras formas de disimulo.[97][98]
- Varios investigadores han publicado estudios empíricos en revistas académicas revisadas por pares que señalan tasas significativas de conclusiones de exámenes de TEPT C&P tanto falsos positivos como falsos negativos.[99][100][101]
- Los científicos sociales llevaron a cabo evaluaciones independientes del TEPT de veteranos que habían presentado solicitudes de beneficios por discapacidad por TEPT, algunos de los cuales habían recibido una indemnización por TEPT relacionada con el servicio y otros no. El estudio halló tasas significativas de decisiones de adjudicación de la VBA tanto falsas positivas como falsas negativas.[102] Aunque los adjudicadores de la VBA se basan en otras fuentes de pruebas, además de los resultados de los exámenes de C&P, la VBA casi siempre solicita un examen de C&P para las solicitudes de TEPT,. y los resultados de los exámenes de C&P influyen significativamente en las determinaciones de la VBA[103]
- Veteranos de combate individuales,[104][105] artículos de prensa[106][107] y editoriales,[108][109] ] afirman que un porcentaje considerable de veteranos que presentan solicitudes por discapacidad mediante TEPT exageran o fingen los síntomas del TEPT.

### Cuestionario de beneficios por discapacidad
Los profesionales de la salud mental documentan los resultados de los exámenes C&P iniciales y de revisión del TEPT en un Cuestionario de Beneficios por Discapacidad (DBQ). El VA desarrolló los Cuestionarios de Solicitudes por Discapacidad (DBQ) para agilizar el proceso de calificación de la VBA y así completar el proceso de reclamaciones más rápidamente. Además, los veteranos pueden pedir a sus médicos tratantes que completen un DBQ y posiblemente evitar la necesidad de un examen C&P. Sin embargo, es importante señalar que el VA desaconseja a sus médicos de salud mental que completen los DBQ para sus pacientes.
Algunos autores han expresado su preocupación por el hecho de que la lista de síntomas del DBQ (por ejemplo, la sección VII del DBQ de revisión del TEPT) contenga una serie de signos, síntomas y descripciones del deterioro funcional sin ninguna orientación sobre cuándo deben aprobarse estos artículos.
La Administración de Prestaciones a los Veteranos (VBA) dejó de poner a disposición del público los DBQ en abril de 2020, explicando que el largo proceso de aprobación de los formularios gubernamentales disponibles al público a menudo significaba que los DBQ contenían información obsoleta. Además, la VBA indicó que en los últimos años "... una creciente industria de individuos y empresas que comercializan el servicio de completar DBQs para los Veteranos ... [estaban] involucrados en prácticas cuestionables, incluso fraudulentas, ….".  La decisión de la VBA de eliminar los DBQ disponibles públicamente se produjo a raíz de un informe de la Oficina del Inspector General de la VA que recomendaba la acción. Sin embargo, el Congreso de EE.UU. negó la decisión de la VA, aprobando una ley en diciembre de 2020 que requiere que la agencia publique los DBQs en el sitio web de la VA.